# Philip Pizzo
Philip A. Pizzo (Bronx, dicembre 1944) è un docente, oncologo, pediatra e ricercatore statunitense, fondatore dello Stanford Distinguished Careers Institute ed undicesimo decano della Stanford School of Medicine (dal 2001 al 2012).

## Biografia
Nato e cresciuto nel Bronx da una famiglia d'immigranti siciliani, si laurea in biologia alla Fordham University nel 1966 e in medicina all'Università di Rochesternel 1970.
Philip Pizzo è stato presidente del dipartimento di pediatria presso la Harvard Medical School, prima di entrare a Stanford nel 2001.

## Pubblicazioni
Autore di oltre 615 articoli scientifici, 16 libri e monografie, tra cui:
- Philip A. Pizzo e David G. Poplack, Principles and Practice of Pediatric Oncology, Wolters Kluwer Health, 2015, ISBN 978-1-4963-1876-3.

## Riconoscimenti
- 2009 - "Award of Excellence" della Fondazione per l'infanzia Ronald McDonald
- 2012 - "John Howland Award", American Pediatric Society.